# Eppflex
Eppflex ist eine Hardware-Schnittstelle für die Centronics-Schnittstelle (LPT-Port) eines Computers. Es handelt sich hierbei um einen Packet-Radio-Controller, der im Amateurfunk zum Betrieb einer Packet-Radio-Station eingesetzt wird.
Neben dem Computer wird es an ein Modem angeschlossen, das wiederum mit einem Transceiver verbunden wird. Je nach Transceiver kann man so Baudraten von 9600 Baud bis hin zu mehr als 1,2 Mbit/s verwenden. Im Amateurfunk wird die Schnittstelle zur Datenübertragung verwendet, zum Beispiel für den Zugang zu einem Breitbandeinstieg eines Digipeaters. Die hohen Geschwindigkeiten lassen sich mit seriellen Schnittstellen an Computern nicht realisieren, daher wurde auf den Parallelport zurückgegriffen. Die Schnittstelle gibt es als Bausatz oder Fertiggerät. Diese können nach eigenen Wünschen modifiziert werden. Es gibt auch noch eine USB-Version.
Die EPP-Schnittstelle enthält die benötigte Hardware zum Datenaustausch mit dem Parallelport, zwei IDT FIFOs mit einer Speicherkapazität von 2 kByte und einen Konverter von paralleler auf serielle Schnittstelle. Im Empfangspfad werden die Daten synchronisiert und in den RX-FIFO geschrieben. Dort können die Daten mit „normalen“ EPP-Lese-Anweisungen an den Parallelport übergeben werden. Im Sendepfad werden die parallelen 8-Bit-Daten in einen TX-FIFO geschrieben. Von dort werden die Daten sequentiell ausgelesen und als serieller Datenstrom vom extern angeschlossenen Modem zum Senden aufbereitet.
Die EPP-Schnittstelle wird zurzeit nur vom FlexNet-System unterstützt. Die Software für andere Software-Architekturen befindet sich noch in der Entwicklung.